# Race 07 – The Official WTCC Game
RACE 07 – The Official WTCC Game är ett racingsimulationsspel till Microsoft Windows utvecklat och utgivet av SimBin Studios år 2007. Spelet är officiellt licensierat av World Touring Car Championship (WTCC) och innehåller samtliga banor och bilar från 2006 och 2007 års säsonger av WTCC, samt 2006 års säsong av F3000 International Masters, en serie med formel BMW-bilar, Radical, Caterham och säsongen 2007 av det tyska Mini Challenge, samt en serie med två bilmodeller från WTCC-säsongen 1987. Detta är SimBins första spel som innehåller formelbilar. RACE 07 – The Official WTCC Game inkluderar allt innehåll från sin föregångare, Race – The Official WTCC Game. Totalt finns över 300 bilar i 9 olika klasser samt 32 riktiga banor.
Spelet har fått ett flertal expansioner, bland annat STCC – The Game, GTR Evolution, Race On och Race Injection. Multiplayerläge finns tillgängligt via Local Area Network (LAN) och över Internet via Steam.

## Klasser

### Riktiga serier
- World Touring Car Championship (WTCC) – 2006, 2007
- F3000 International Masters – 2006
- Mini Challenge Germany – 2007

### Riktiga klasser utan riktiga förare
- World Touring Car Championship (WTCC) – 1987
- Formula BMW
- Caterham (CSR200, CSR260 och CSR320)
- Radical (SR3 205HP, SR3 230HP, SR3 252HP, SR4 190HP SR 205HP och SR4 252HP)

## Banor
| Mottagande               | Mottagande    |
| Samlingsbetyg            | Samlingsbetyg |
| Tjänst                   | Betyg         |
| ------------------------ | ------------- |
| Gamerankings             | 82,79%        |
| GameStats                | 8.4           |
| Metacritic               | 83/100        |
| Moby Games               | 82            |
| Recensionsbetyg          |               |
| Publikation              | Betyg         |
| Computer and Video Games | 7.9           |
| Eurogamer                | 8/10          |
| Gamespot                 | 8.0           |
| Gamesradar               | [ 10 ]        |
| IGN                      | 85%           |
| GameShark                | A-            |
| YouGamers                | 87            |
| Game Industry News       | 5/5           |

### WTCC (2006, 2007)
- Anderstorp Raceway
- Autodromo Enzo e Dino Ferrari
- Autódromo Fernanda Pires da Silva
- Autódromo Internacional de Curitiba
- Autódromo Miguel E. Abed
- Autodromo Nazionale Monza
- Brands Hatch
- Circuit de la Comunitat Valenciana Ricardo Tormo
- Circuit de Nevers Magny-Cours
- Circuit de Pau-Ville
- Circuit Park Zandvoort
- Circuito da Boavista
- Circuito da Guia
- Istanbul Park
- Masaryk Circuit
- Motorsport Arena Oschersleben

### Andra
- Vara Raceway (finns inte på riktigt)

### Alternativa bansträckningar
- Brands Hatch Indy
- Curitiba Oval
- Curitiba Reverse
- Magny-Cours National
- Monza Reverse
- Monza Junior
- Oschersleben B-Course 06
- Oschersleben Reverse 06
- Oschersleben B-Course 07
- Oschersleben Reverse 07
- Puebla Oval
- Puebla Special
- Valencia National
- Valencia Long
- Valencia Reverse
- Zandvoort Club